# The Mark, Tom, and Travis Show (The Enema Strikes Back!)
Albums de Blink-182
Enema of the State
(1999) Take Off Your Pants and Jacket
(2001)
Singles
1. Man Overboard
Sortie : 29 octobre 2000
2. Dumpweed (Live)
Sortie : 2000

The Mark, Tom, and Travis Show (The Enema Strikes Back!) est l'unique album live du groupe californien Blink-182. L'album est composé de chansons tirées des trois premiers albums du groupe : Cheshire Cat, Dude Ranch et Enema of the State. L'album contient également une chanson exclusive enregistrée en studio, Man Overboard.

## Liste des pistes
| The Mark, Tom, and Travis Show (The Enema Strikes Back!) | The Mark, Tom, and Travis Show (The Enema Strikes Back!) | The Mark, Tom, and Travis Show (The Enema Strikes Back!) | The Mark, Tom, and Travis Show (The Enema Strikes Back!) | The Mark, Tom, and Travis Show (The Enema Strikes Back!) | The Mark, Tom, and Travis Show (The Enema Strikes Back!) | The Mark, Tom, and Travis Show (The Enema Strikes Back!) | The Mark, Tom, and Travis Show (The Enema Strikes Back!) | The Mark, Tom, and Travis Show (The Enema Strikes Back!) | The Mark, Tom, and Travis Show (The Enema Strikes Back!) |
| No                                                       | Titre                                                    | Auteur                                                   | Durée                                                    |                                                          |                                                          |                                                          |                                                          |                                                          |                                                          |
| -------------------------------------------------------- | -------------------------------------------------------- | -------------------------------------------------------- | -------------------------------------------------------- | -------------------------------------------------------- | -------------------------------------------------------- | -------------------------------------------------------- | -------------------------------------------------------- | -------------------------------------------------------- | -------------------------------------------------------- |
| 1.                                                       | Dumpweed                                                 | Blink-182                                                | 2:53                                                     |                                                          |                                                          |                                                          |                                                          |                                                          |                                                          |
| 2.                                                       | Don't Leave Me                                           | Blink-182                                                | 2:38                                                     |                                                          |                                                          |                                                          |                                                          |                                                          |                                                          |
| 3.                                                       | Aliens Exist                                             | Blink-182                                                | 3:43                                                     |                                                          |                                                          |                                                          |                                                          |                                                          |                                                          |
| 4.                                                       | Family Reunion                                           | Blink-182                                                | 0:51                                                     |                                                          |                                                          |                                                          |                                                          |                                                          |                                                          |
| 5.                                                       | Going Away to College                                    | Blink-182                                                | 3:40                                                     |                                                          |                                                          |                                                          |                                                          |                                                          |                                                          |
| 6.                                                       | What's My Age Again?                                     | Blink-182                                                | 3:18                                                     |                                                          |                                                          |                                                          |                                                          |                                                          |                                                          |
| 7.                                                       | Dick Lips                                                | Blink-182                                                | 3:35                                                     |                                                          |                                                          |                                                          |                                                          |                                                          |                                                          |
| 8.                                                       | Blow Jobs                                                | Blink-182                                                | 0:41                                                     |                                                          |                                                          |                                                          |                                                          |                                                          |                                                          |
| 9.                                                       | Untitled                                                 | Blink-182                                                | 3:07                                                     |                                                          |                                                          |                                                          |                                                          |                                                          |                                                          |
| 10.                                                      | Voyeur                                                   | Blink-182                                                | 3:28                                                     |                                                          |                                                          |                                                          |                                                          |                                                          |                                                          |
| 11.                                                      | Pathetic                                                 | Blink-182                                                | 2:51                                                     |                                                          |                                                          |                                                          |                                                          |                                                          |                                                          |
| 12.                                                      | Adam's Song                                              | Blink-182                                                | 4:35                                                     |                                                          |                                                          |                                                          |                                                          |                                                          |                                                          |
| 13.                                                      | Peggy Sue                                                | Blink-182                                                | 3:47                                                     |                                                          |                                                          |                                                          |                                                          |                                                          |                                                          |
| 14.                                                      | Wendy Clear                                              | Blink-182                                                | 4:09                                                     |                                                          |                                                          |                                                          |                                                          |                                                          |                                                          |
| 15.                                                      | Carousel                                                 | Blink-182                                                | 3:38                                                     |                                                          |                                                          |                                                          |                                                          |                                                          |                                                          |
| 16.                                                      | All the Small Things                                     | Blink-182                                                | 3:35                                                     |                                                          |                                                          |                                                          |                                                          |                                                          |                                                          |
| 17.                                                      | Mutt                                                     | Blink-182                                                | 3:39                                                     |                                                          |                                                          |                                                          |                                                          |                                                          |                                                          |
| 18.                                                      | The Country Song                                         | Blink-182                                                | 1:00                                                     |                                                          |                                                          |                                                          |                                                          |                                                          |                                                          |
| 19.                                                      | Dammit                                                   | Blink-182                                                | 3:05                                                     |                                                          |                                                          |                                                          |                                                          |                                                          |                                                          |
| 20.                                                      | Man Overboard (version studio)                           | Blink-182                                                | 2:46                                                     |                                                          |                                                          |                                                          |                                                          |                                                          |                                                          |
| 61:52                                                    |                                                          |                                                          |                                                          |                                                          |                                                          |                                                          |                                                          |                                                          |                                                          |